# Diocesi di Gómez Palacio
La diocesi di Gómez Palacio (in latino: Dioecesis Gomez-Palaciensis) è una sede della Chiesa cattolica in Messico suffraganea dell'arcidiocesi di Durango. Nel 2021 contava 521.000 battezzati su 651.220 abitanti. È retta dal vescovo Jorge Estrada Solórzano.

## Territorio
La diocesi comprende 11 comuni nella parte orientale dello stato messicano di Durango: Gómez Palacio, Lerdo, San Juan de Guadalupe, General Simón Bolivar, Santa Clara, Nazas, San Luis del Cordero, San Pedro del Gallo, Tlahualilo, Mapimí e parte del comune di Cuencamé.
Sede vescovile è la città di Gómez Palacio, dove si trova la cattedrale di Nostra Signora di Guadalupe.
Il territorio si estende su una superficie di 27.405 km² ed è suddiviso in 39 parrocchie, raggruppate in 5 decanati: San Juan Pablo II, Antonio López Aviña, Laguna-Lerdo, Regina Coeli, San Juan María Vianney.

## Storia
La diocesi è stata eretta il 25 novembre 2008 con la bolla Metropolitanae Ecclesiae di papa Benedetto XVI, ricavandone il territorio dall'arcidiocesi di Durango.

## Cronotassi dei vescovi
Si omettono i periodi di sede vacante non superiori ai 2 anni o non storicamente accertati.
- José Guadalupe Torres Campos (25 novembre 2008 - 20 dicembre 2014 nominato vescovo di Ciudad Juárez)
- José Fortunato Álvarez Valdéz † (30 dicembre 2015 - 7 novembre 2018 deceduto)
- Jorge Estrada Solórzano, dall'11 maggio 2019

## Statistiche
La diocesi nel 2021 su una popolazione di 651.220 persone contava 521.000 battezzati, corrispondenti all'80,0% del totale.
| anno | popolazione | popolazione | popolazione | presbiteri | presbiteri | presbiteri | presbiteri                | diaconi | religiosi | religiosi | parrocchie |
| anno | battezzati  | totale      | %           | numero     | secolari   | regolari   | battezzati per presbitero | diaconi | uomini    | donne     | parrocchie |
| ---- | ----------- | ----------- | ----------- | ---------- | ---------- | ---------- | ------------------------- | ------- | --------- | --------- | ---------- |
| 2008 | 475.129     | 531.465     | 89,4        | 49         | 49         |            | 9.697                     |         | 11        | 59        | 38         |
| 2012 | 464.000     | 580.000     | 80,0        | 52         | 51         | 1          | 8.923                     |         | 10        | 83        | 39         |
| 2013 | 468.000     | 585.000     | 80,0        | 51         | 50         | 1          | 9.176                     |         | 9         | 67        | 38         |
| 2016 | 493.350     | 616.684     | 80,0        | 51         | 51         |            | 9.673                     |         | 7         | 60        | 38         |
| 2019 | 508.260     | 635.300     | 80,0        | 53         | 53         |            | 9.589                     |         | 9         | 76        | 39         |
| 2021 | 521.000     | 651.220     | 80,0        | 53         | 53         |            | 9.830                     |         | 14        | 81        | 39         |